# Марієстад
Марієстад (швед. Mariestad) — місто в регіоні Вестра-Йоталанд Швеції. Є адміністративним центром комуни Марієстад.

## Географія
Розташований на південно-східному березі озера Венерн, у гирлі річки Тідан.

### Клімат
Марієстад має морський клімат, на який впливає його розташування на озері Венерн і відносна близькість до Північної Атлантики. У місті тепліша погода, ніж в будь-якому іншому місці західної Швеції, завдяки впливу Венерна, який врівноважує системи низького тиску з заходу. Марієстад також захищений архіпелагом і півостровом на заході, що робить місто теплішим, ніж райони далі на південний захід від берега озера. Це призводить до сонячного літа із середньою температурою вдень близько 23 °C. Літні ночі м’які через вплив озера. Зими часто бувають м’якими з рідкісним сніговим покривом, а озеро достатньо велике, щоб забезпечити подальше пом’якшення різких похолодань порівняно з містами на східному узбережжі.

## Історія

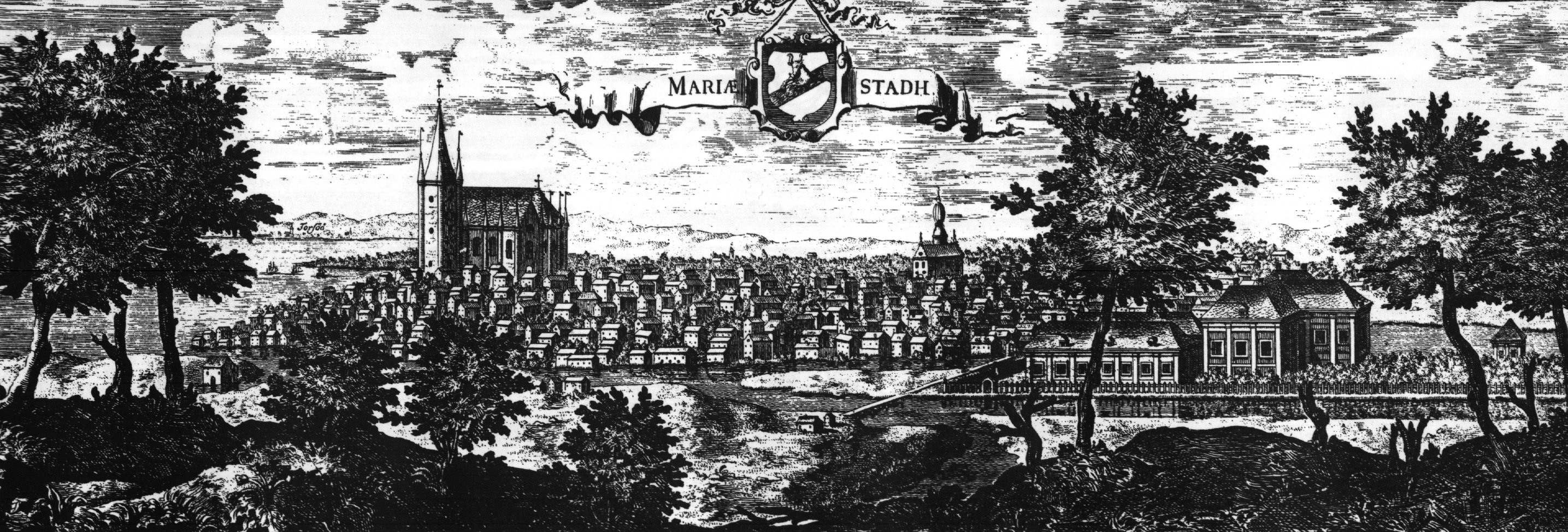
Марієстад, прибл. 1700 рік

Місто було засноване в 1583 році герцогом Карлом, а згодом королем Карлом IX і названо на честь його першої дружини Анни Марії Пфальцької. На гербі міста та комуни зображено бика, який піднімається з водного потоку. Це нібито відтворює аналогічну подію, яку спостерігала Анни Марії Пфальцької у Марієстаді, в затокі річки, коли вперше прибула сюди.
Марієстад тривалий був адміністративним центром, в 1660 році в ньому розміщувалася центральна адміністрація та адміністративна рада регіону Скараборг, що забезпечило місту стабільний розвиток. Але у зв'язку з утворенням регіону Вестра-Геталанд, Марієстад втратив більшу частину адміністративно-управлінських функцій. З 1660 по 1997 рік Марієстад був резиденцією уряду адміністративного регіону Скараборг (Skaraborgs län).
Місто було повністю знищено під час пожежі 1693 року. Уціліли лише церква та деякі будівлі в північній частині міста. Після місто було перебудовано за міським планом зі сітчастою системою вулиць. У 1895 році місто знову постраждало від великої пожежі, цього разу з дещо м’якшими наслідками.
Наприкінці XIX-початку XX століття Марієстад зазнав промислового підйому.

## Населення
У 2019 році тут проживало 16 611 осіб.

## Транспорт
У Марієстаді є залізнична станція лінії Kinnekullebanan, з якої можна дістатися до Гетеборга та Еребру.

## Культура
У Марієстаді є один із найстаріших і найкраще збережених театрів Швеції «Mariestads teater». Театр було урочисто відкрито в січні 1843 року. З 1993 року театр був оголошений пам’ятником архітектури. У Марієстаді також є кілька музеїв.

## Визначні пам'ятки
Найбільш відомою визначною пам'яткою міста є кафедральний собор Марієстаду. Замок Marieholm був королівською резиденцією і зараз у ньому розміщено кілька музеїв.

## Спорт
Місто має такі команди:
- Mariestads BK — футбольна команда.
- IFK Mariestad — футбольна команда.
- Mariestad BoIS HC — хокейний клуб.

## Відомі люди
- Давид Моберґ Карлссон (нар. 20 березня 1994) — шведський футболіст.

## Світлини

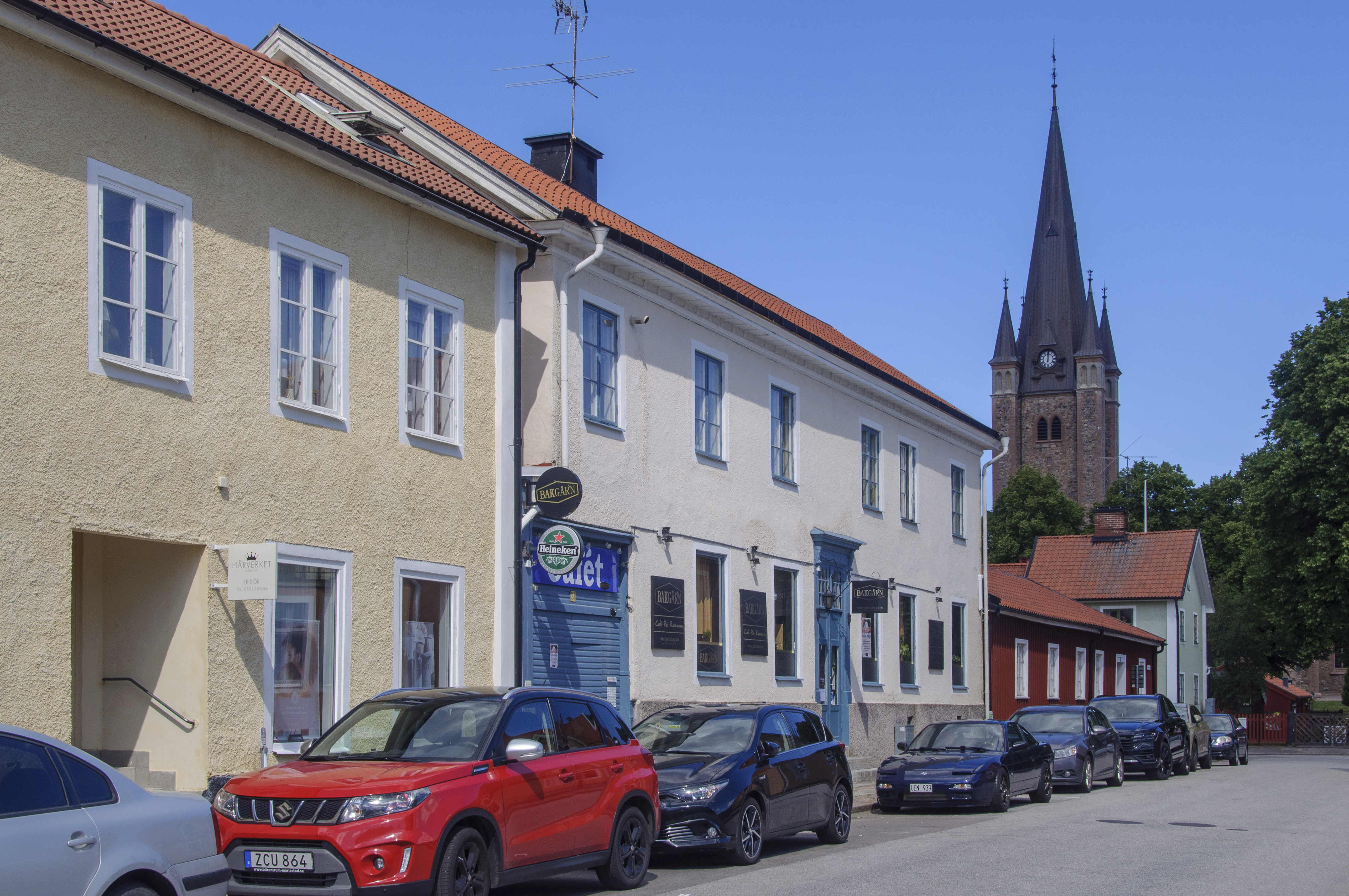
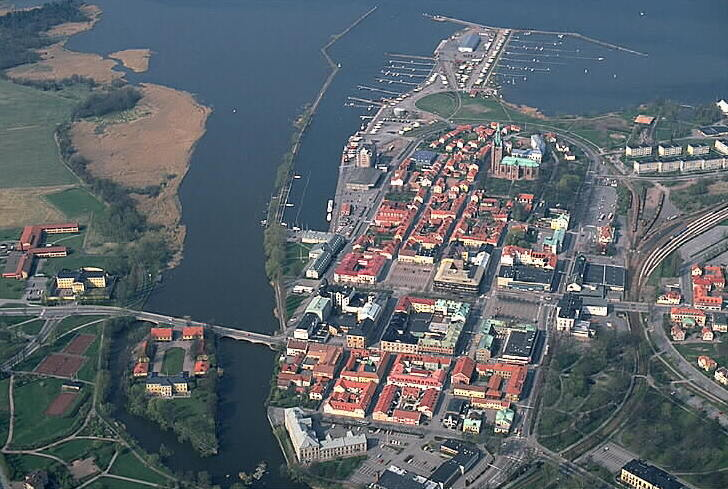
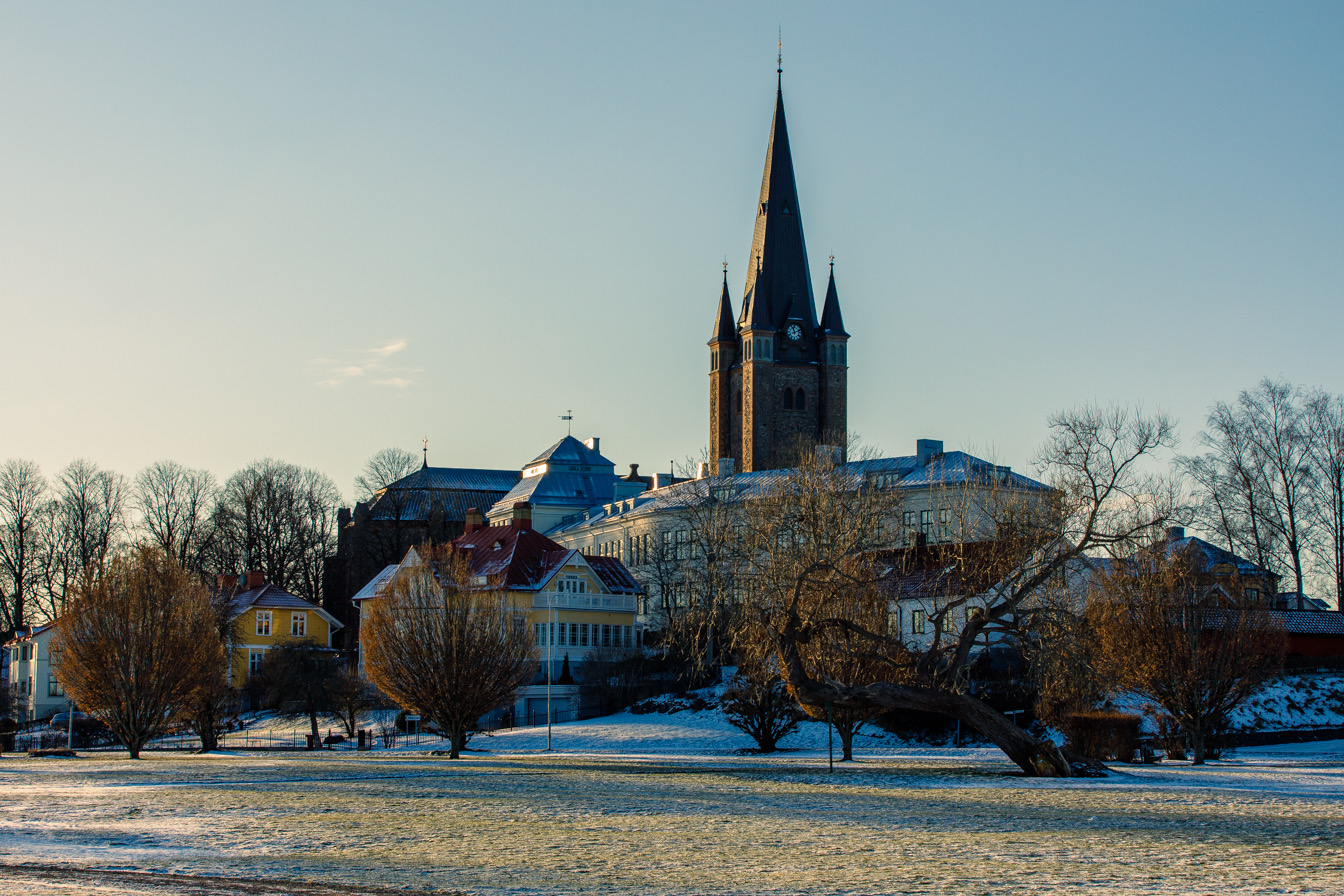
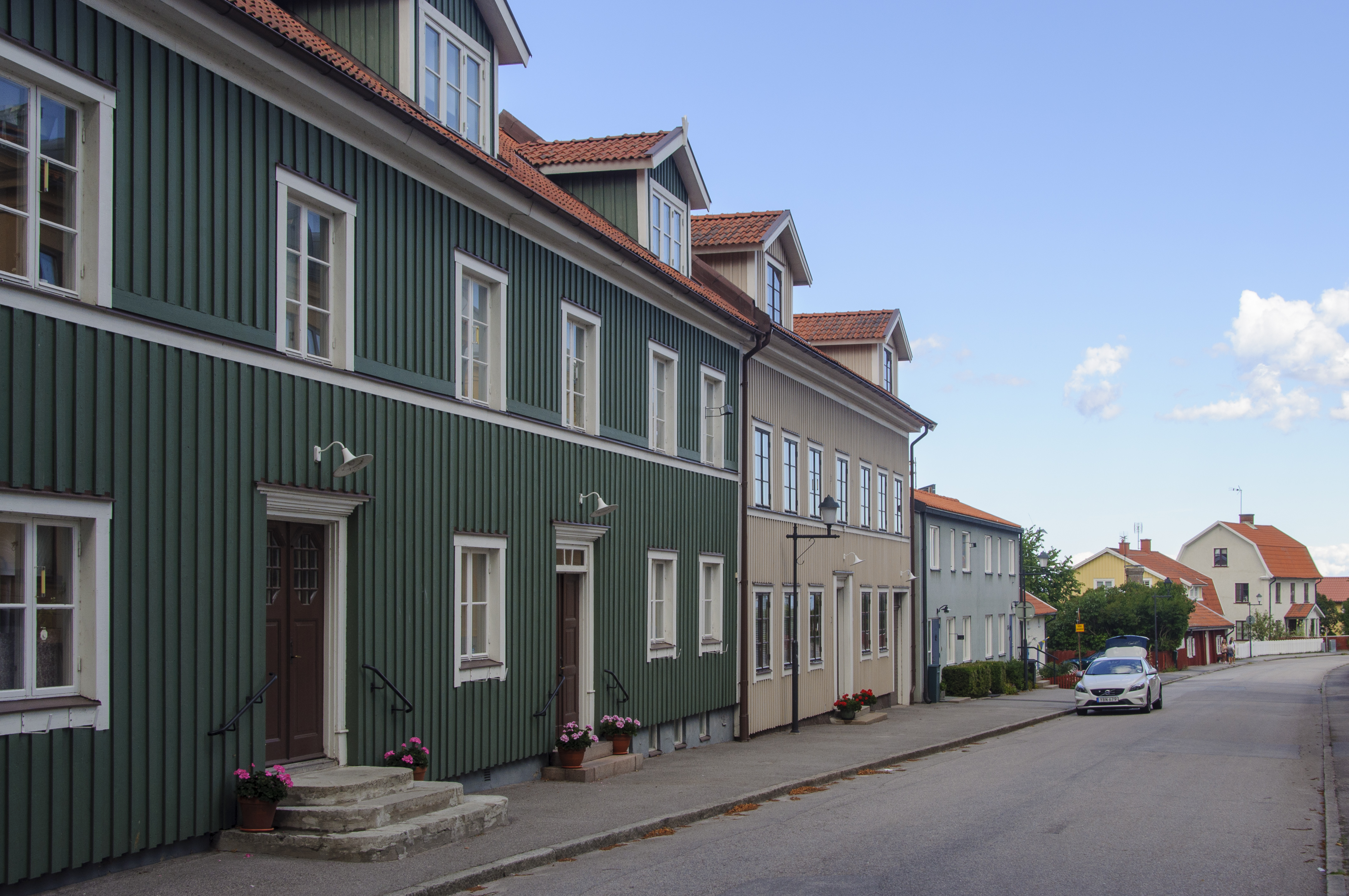
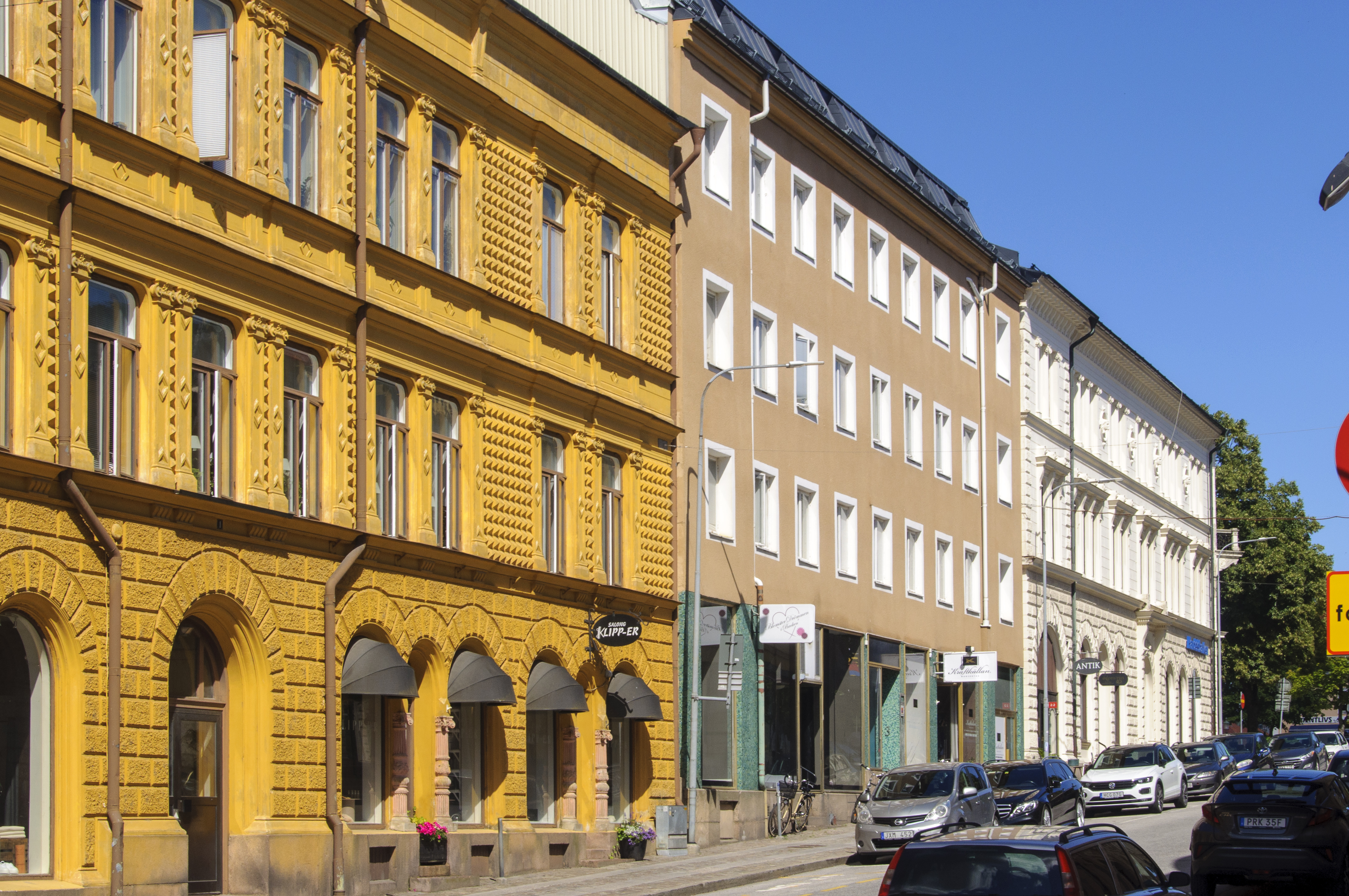
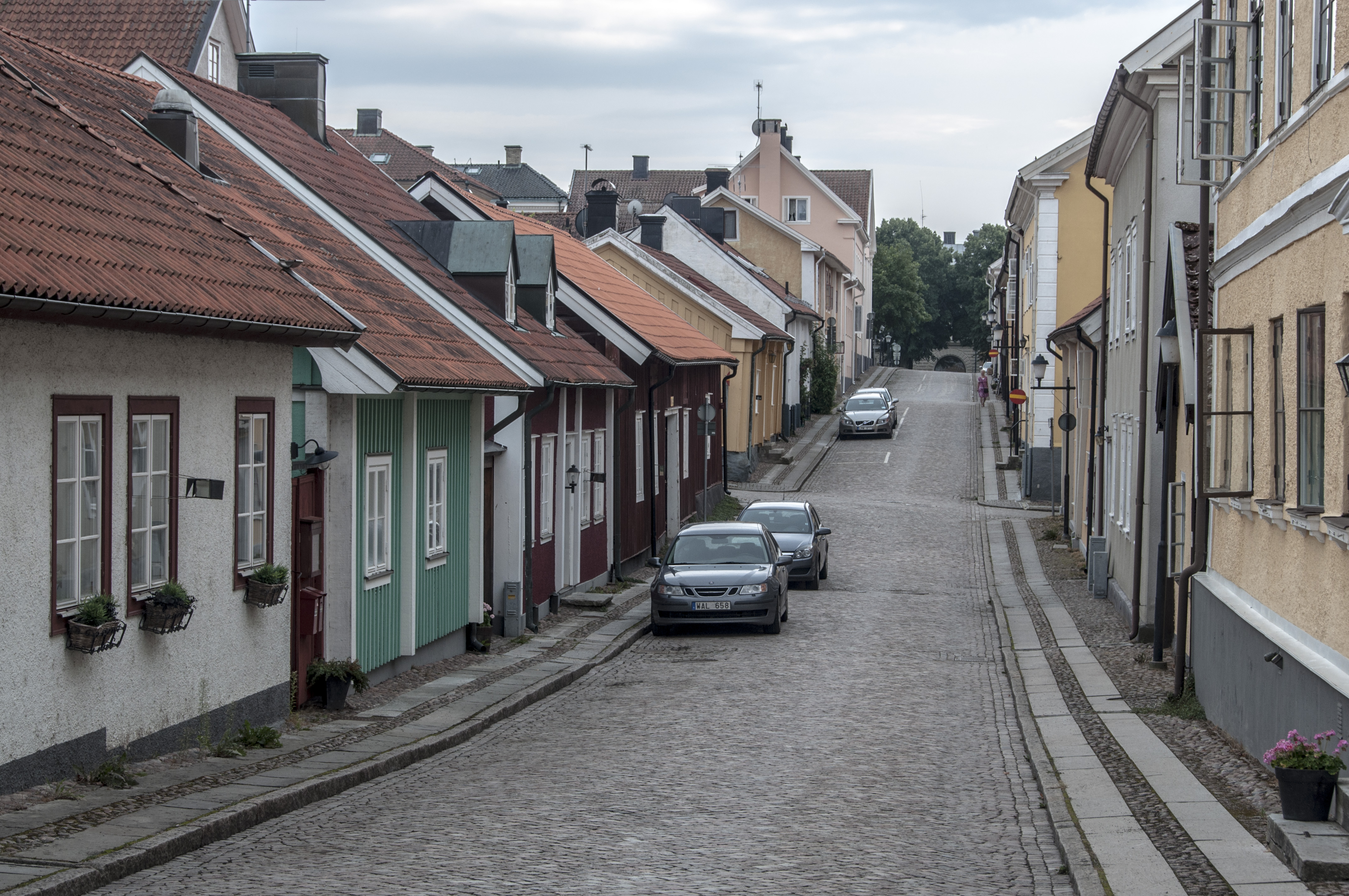
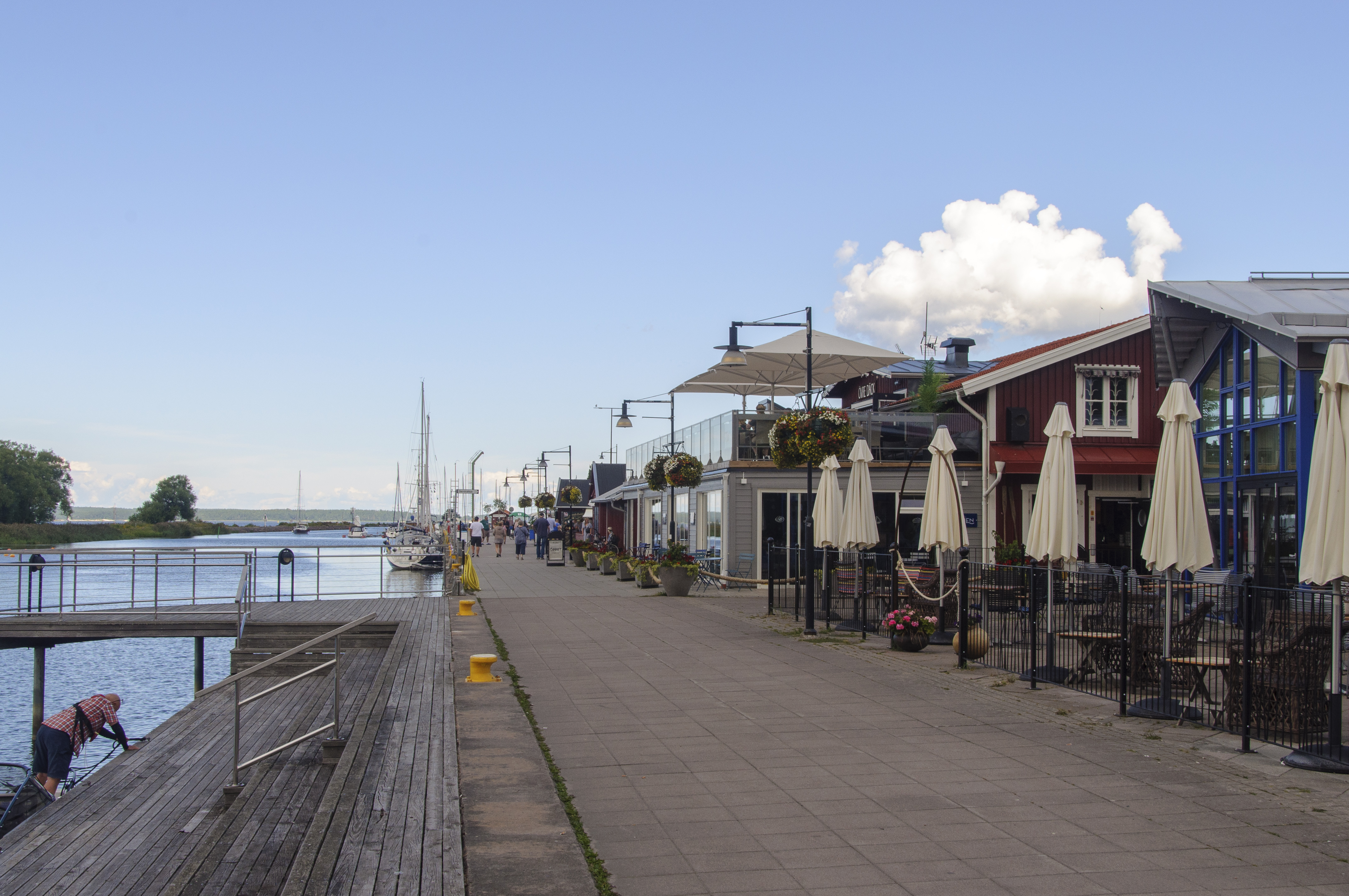
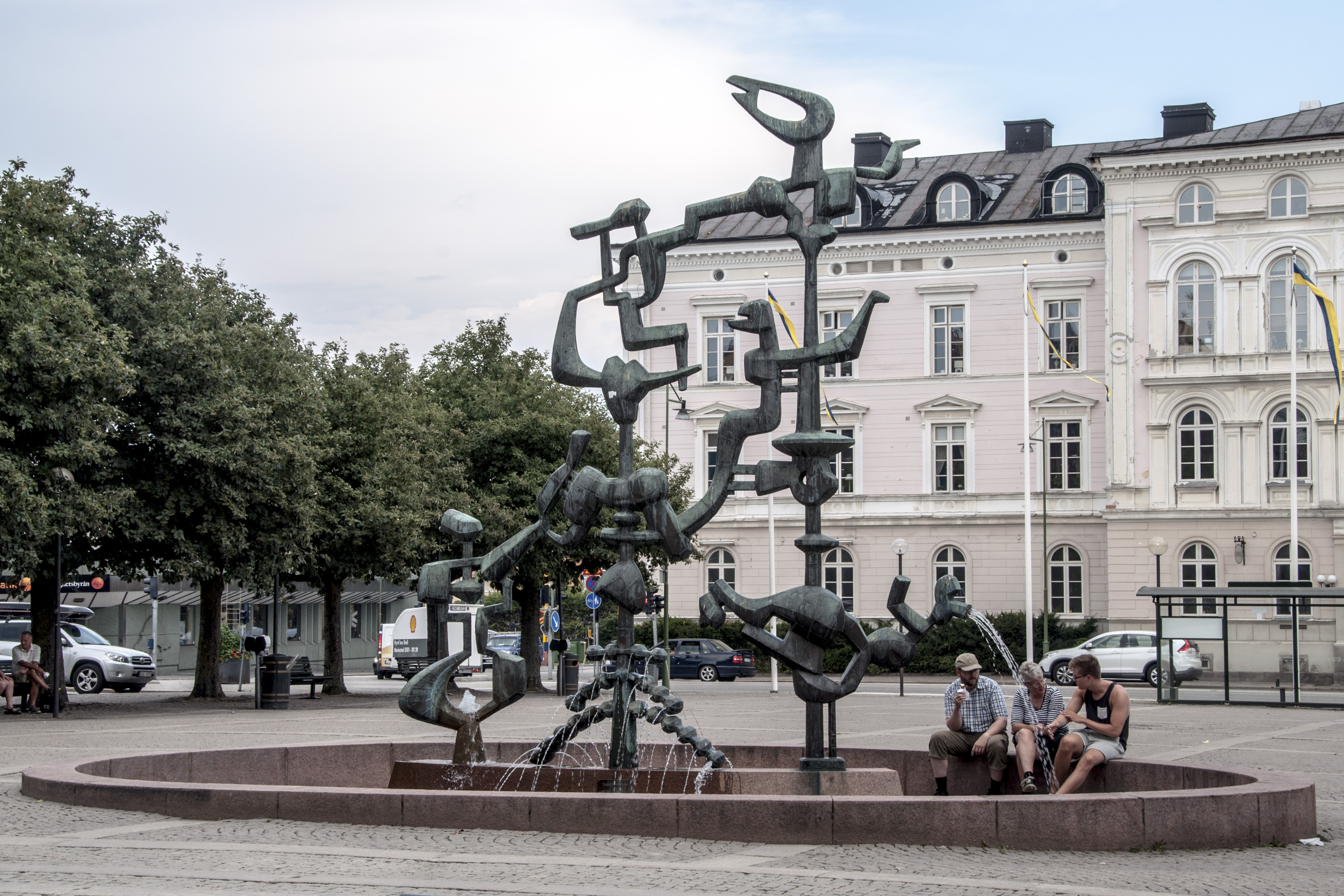
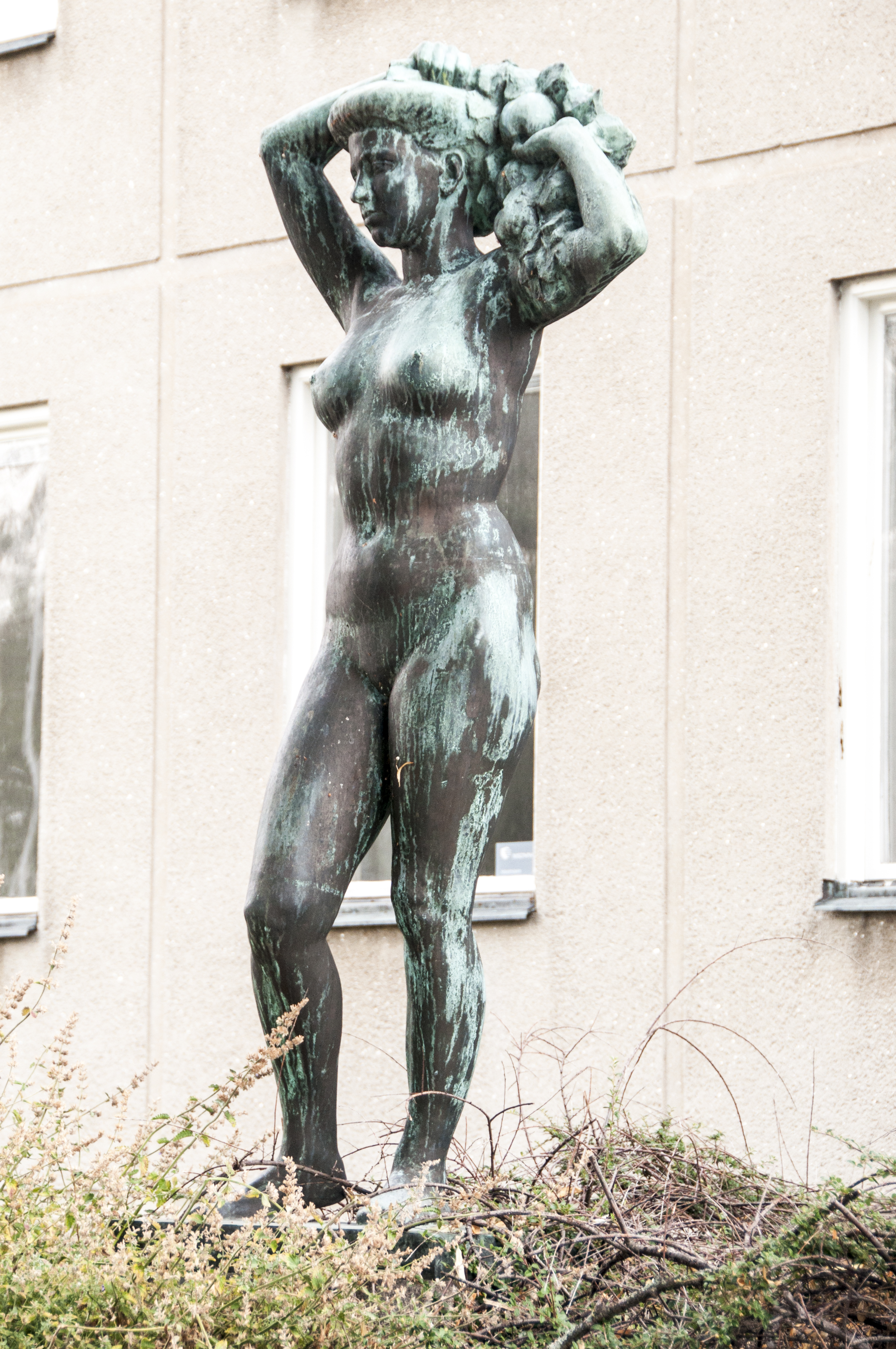
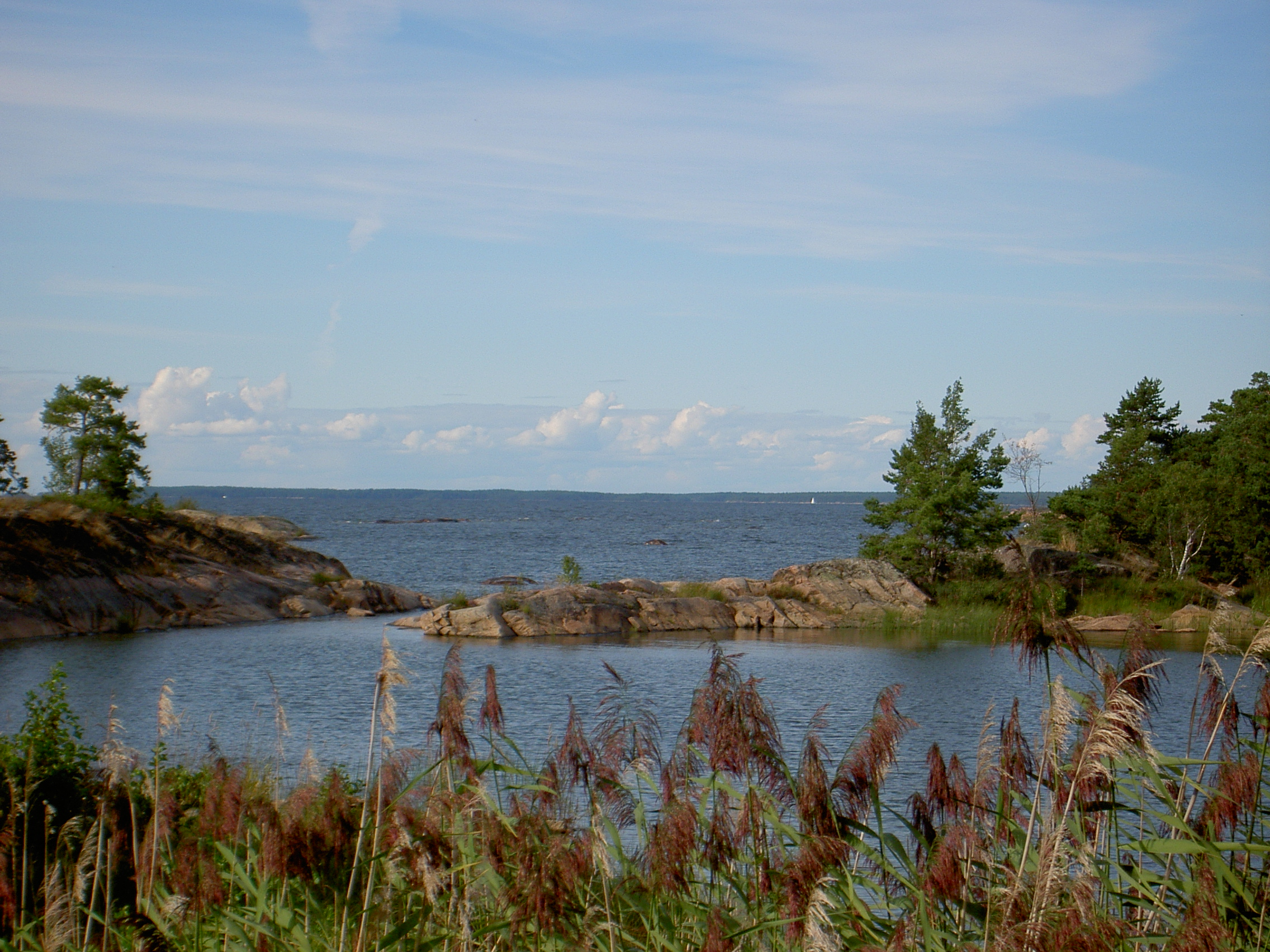

## Міста-партнери
Має партнерські зв'язки з містом:
- Кам'янець-Подільський[1]